# Rost
Pour les articles homonymes, voir Rost (homonymie).
Rost, de son vrai nom Amewofofo Adom'Megaa, né le 3 mai 1976 au Togo, est un rappeur, producteur, réalisateur, écrivain et chroniqueur togolais naturalisé français. Il a également fondé des associations et été membre du Conseil économique, social et environnemental.

## Biographie
De nationalité togolaise, il arrive en France en 1987, à l'âge de 11 ans ; il grandit avec ses 9 frères et sœurs dans 28 m2, dans le quartier de Belleville à Paris. Il devient taggeur et évolue dans un milieu violent,,. Il commence des études de droit (capacité en droit), fait de la musique et fonde CMP Productions, sa société de production de musique hip-hop,.
Après les émeutes de 2005, Rost crée l'association « Banlieues Actives » et parcourt la France pour inciter les jeunes ainsi que les habitants des quartiers à s'inscrire sur les listes électorales et à aller voter. Il rencontre ensuite les candidats de la présidentielle de 2007 et publie un livre : Le Guide du votant.
En 2008, il publie Enfant des lieux bannis et un disque avec Francis Lalanne.
De 2008 à 2010, il est chroniqueur dans Paris Politiques sur Paris Première. Il anime, en parallèle, une émission quotidienne d'actualités[Laquelle ?] sur Télésud de 2009 à 2011.
Il co-préside, notamment avec Jacques Donzelot la commission « Quartiers Populaires » de la fondation Terra Nova[réf. nécessaire].
En 2011, sa chanson, L'Avenir c'est nous, est choisie par François Hollande pour accompagner sa campagne lors des primaires socialistes,. Il a d'ailleurs conseillé le candidat quelque temps avant d'arrêter en expliquant : « Dans les quartiers, on n'en peut plus du paternalisme. Le PS a gardé un état d'esprit colonial. ».
À partir de 2012 il est intervenant dans l'emission Choisissez votre camp sur LCI avec Valérie Expert. Sur ITélé, il participe aux débats d'actualité avec Marc Fauvelle et Léa Salamé dans le 17/20  et est chroniqueur dans 20h Foot dirigé par Pascal Praud sur la même chaîne.
En mars 2014 puis novembre 2015, il est nommé par le président de la République François Hollande au Conseil économique, social et environnemental en tant que personnalité associée,. En décembre 2015, après la démission de Jean-Paul Delevoye, il le remplace en qualité de conseiller, jusqu'en 2020.
À la suite de l'attentat contre Charlie Hebdo en 2015, il met en place un projet pour faire de la prévention de la radicalisation auprès des jeunes. En ce sens, en 2016, il co-écrit et co-réalise le court-métrage "Et si on s’en sortait - On n'est pas condamné à l’échec" avec le réalisateur Thomas Keumurian. La même année, il crée une seconde association, « Africa Aid' », destinée à favoriser la scolarisation des filles en Afrique subsaharienne,.
En 2019, il sort un deuxième court-métrage lié à la problématique de la radicalisation : Tu iras au paradis. Une nouvelle tournée auprès des jeunes dans les quartiers populaires est organisée,. En octobre, l'homme politique d'extrême droite Jean Messiha l'accuse de menaces de mort à la sortie d'une émission de Jean-Marc Morandini : « Ce sont des gens comme toi qu’il faut assassiner », faits que l'intéressé dément formellement le lendemain.
Interrogé sur la manifestation du 3 juin 2020 organisée par la famille d'Adama Traoré, il évoque des « similitudes » entre la mort de ce dernier et celle de George Floyd aux États-Unis ; il parle également de « racisme institutionnel ».
Il milite pour le droit de vote des étrangers.
Depuis le début des années 2020, il intervient ponctuellement dans l'émission Morandini Live sur CNews. Le 28 juin 2023, il a évoqué la mort du jeune Nahel et n'a pas hésité à s'en prendre directement à certains membres des forces de l'ordre, mais aussi au Rassemblement national. « Dans le cadre de leur mission, c'est compliqué parfois (pour les policiers, ndlr). Je le vois sur le terrain tous les jours. Par contre, il y a des policiers, certains l'ont dit ouvertement, qui se sont engagés... Parce qu'ils sont du Front national et qu'ils veulent tuer du noir et de l'arabe », a-t-il lâché. Des propos particulièrement graves qui ont immédiatement fait réagir Jean-Marc Morandini, qui n'a pas hésité à interrompre le rappeur.
Il est également chroniqueur dans Face à Hanouna sur C8. Dans cette émission qualifiée par la chaîne du groupe Canal+ de « proche de Touche pas à mon poste ! mais plus politique », plusieurs intervenants contribuent, selon certains observateurs, à marquer l'émission à droite, voire à l'extrême droite,. Rost, affilié à la gauche, participe au programme afin d'y apporter une diversité d'opinions.

## Discographie

### Albums avec CMP
- 1996 : Vénèr Com' Lucifer
- 1997 : Streetfighter
- 1997 : L'Argent et la Mafia
- 1998 : L'Honneur Perdu

### Albums solo
- 2004 : La Voix du peuple
- 2006 : J'accuse
- 2010 : Poésie d'un Résistant

### Albums en duo
- 2000 : Testosterost avec Test
- 2002 : La Vie en solo avec Praxel

### Albums
- 2000 : Qu'est-ce que t'as fais à l'école ? de Les Refrès
- 2002 : Nocif de Test
- 2003 : Zone interdite de Fatale Clique

### Maxis / EP / Mixtapes
- 1999 : Section Est 1 avec CMP - ATK - X.men
- 2000 : Nouveau Chapitre avec Section Est
- 2001 : CMP Prod anthology avec Dj James (NTM)
- 2001 : Clic-clic avec Section Est
- 2002 : Pur sang indé Compilation
- 2003 : Paris/New-York avec Cappadonna (Wu-Tang Killa Bees)
- 2003 : Hors serie avec Section Est
- 2004 : L'Anthology avec Section Est
- 2005 : Projet H avec Noir Sur Blanc - Fatale Clique - Cappadonna

## Vidéographies

### Clips
- 2004 : Rêv's'olution - 2e titre de l'album La Voix du peuple
- 2004 : La vérité de nos actes (avec Rockin' Squat) - 5e titre de l'album La Voix du peuple
- 2006 : Ali Barbare & ses 400 braqueurs - 14e titre de l'album J'accuse
- 2010 : Écrire pour - titre de l'album Poésie d'un Résistant

### Vidéos
- 2004 : RapBiz, documentaire DVD sur le business du rap

## Livre
- 2008 : Enfant des lieux bannis, Paris, éditions Robert Laffont, 273 p.  (ISBN 978-2-221-11154-3).

## Courts métrages
- 2008 : La Rue des anges, réalisé par Rost et Jon Bensimhon
- 2016 : Et si on s'en sortait, réalisé par Rost et Thomas Keumurian
- 2019 : Tu iras au paradis, réalisé par Rost et Thomas Keumurian
- 2021 : La promesse, réalisé par Rost et Thomas Keumurian